# Уолш, Нил Доналд
Нил Дональд Уолш (англ. Neale Donald Walsch; род. в 1943) — американский ньюэйджевский писатель, автор книг-бестселлеров «Беседы с Богом», «Дружба с Богом», «Единение с Богом» и других работ.

## Деятельность
Уолш опубликовал свои записи под названием «Беседы с Богом. Необычный диалог». Некоторое время спустя вышли вторая и третья книги с таким же названием. Это издание имело в Америке большой успех: 130 недель оно держалось в списке бестселлеров «New York Times». После «Бесед с Богом» были опубликованы книги «Дружба с Богом» и «Единение с Богом», пользовавшиеся у читателей не меньшим успехом. Он живёт с женой Нэнси на юге штата Орегон.

## Скандал
В 2008 году Уолш обвинялся в плагиате, когда на сайте Beliefnet.com опубликовал эссе «Вверх ногами или поставленный верно?» Уолш якобы рассказал о чудесном появлении слов «Христос был любовь» во время репетиции рождественского представления его сына; но его публикация в точности совпадала с напечатанной 10 лет назад в духовном журнале «Clarity» статьёй Кэнди Чанд, которая была размещена на сайте Heartwarmers, а совпадения имелись даже в именах сыновей — обоих зовут Николасами. Уолш публично извинился, сказав, что он, должно быть, ошибочно «усвоил» историю на протяжении лет как свою собственную, хотя Чанд сказала, что не верит этому. Вскоре, по причине обнаружившихся обстоятельств, статья была убрана с Beliefnet.com и Уолш был удалён из списка авторов. Уолш объяснил, что нашёл шутку в своих ранних файлах со старого компьютера, увидел имя сына в копии документа, и был полностью убеждён, что история на самом деле произошла с его Николасом, и что он просто забыл её, но «вспомнил», когда увидел шутку в файле. Уолш посчитал случившееся классическим примером ложной памяти и сказал, что он повторял шутку, как свою собственную во многих выступлениях на протяжении многих лет, добавив, что был: 
«огорчён и удивлён, что мой ум смог сыграть такую шутку со мной».

## Сочинения
- 1996—1998 — «Беседы с Богом». Книги 1-3.
  - 2017 — «Беседы с Богом». Книга 4.
- 1998 — «Маленькая Душа и Солнце».
- 1999 — «О взаимоотношениях».
- 1999 — «О здоровой и целостной жизни».
- 1999 — «Об изобилии и истинном достатке».
- 1999 — «Дружба с Богом».
- 2000 — «Единение с Богом».
- 2001 — «Моменты Благодати».
- 2001 — «Беседы с Богом для нового поколения».
- 2002 — «Беседы с Богом. Новые откровения».
- 2004 — «Завтрашний Бог. Величайший духовный вызов».
- 2005 — «Чего хочет Бог. Убедительный ответ на важнейший вопрос человека».
- 2006 — «Дома с Богом. Жизнь никогда не кончается».
- 2008 — «Счастливее бога. Превратим обычную жизнь в необыкновенное приключение».
- 2009 — «Книга Перемен».
- 2012 — «Когда вмешивается Бог, происходят чудеса. Практический курс поиска удачи».
- 2013 — «Единственное, что имеет значение».
- 2014 — «Буря перед затишьем».
- 2017 — «Беседы с Богом». Книга 4.

Уолш снимался в фильмах:
- Индиго / Indigo (2003)
- Секрет / The Secret (2006)
- Нил Дональд Уолш в беседе с Экхартом Толле / Neale Donald Walsch in conversation with Eckhart Tolle (2011)

Кроме того, по его книгам «Беседы с Богом» был снят фильм с аналогичным названием.